# Virginy
Virginy település Franciaországban, Marne megyében. Lakosainak száma 83 fő (2022. január 1.). Virginy Ville-sur-Tourbe, Berzieux, Courtémont, Malmy, Massiges és Minaucourt-le-Mesnil-lès-Hurlus községekkel határos.

## Népesség
A település népessége az elmúlt években az alábbi módon változott:
| Lakosok száma | 117  | 111  | 85   | 84   | 86   | 85   | 84   | 82   | 82   | 83   |
|               | 1968 | 1982 | 1990 | 2006 | 2013 | 2015 | 2017 | 2019 | 2020 | 2022 |